# 马赛有轨电车1号线
马赛有轨电车1号线（法語：Ligne 1 du tramway de Marseille）是法国东南部城市马赛的一条有轨电车线路，全长6.1公里。

## 历史
马赛有轨电车1号线的前身为马赛有轨电车68路，往返于诺阿耶和圣皮埃尔，是马赛早期有轨电车网的一条线路，建于19世纪末期。2004年，68路因设施老化而停运。
新的有轨电车线路于2007年-2008年间分段开通，其中诺阿耶至圣皮埃尔一段基本沿原68路的路线。

## 路线
马赛有轨电车1号线大致呈东西走向，由老城区的诺阿耶引出，向东经过拉布朗卡尔德，再向东南经过圣皮埃尔，然后向北跨越铁路线，最终到达莱卡约勒。全线共12个车站，全程均在马赛市镇范围内。

## 隧道
马赛有轨电车1号线在诺阿耶至厄仁讷-皮埃尔区间利用了马赛有轨电车68路使用的隧道，因地形限制，该隧道内为单线铁路。

## 运营
马赛有轨电车1号线每天运营时间为4:50至次日0:50，工作日白天平均6-7分钟一班，周日及节假日平均15分钟一班，不分大小交路，全程运行时间大约为20分钟。

## 车型
马赛所有的有轨电车线路均采用由庞巴迪生产的特供列车，根据马赛交通局的要求专门设计，共有32列，该列车长42.5米，可装载最多200人。

## 车辆所
1号线的车辆所为"圣皮耶尔"（Saint-Pierre），位于同名车站附近。

## 車站列表
马赛有轨电车1号线的所有车站都位於马赛境内。
| 马赛有轨电车1号线车站 |          |                |          |                  |
| 中文站名              | 法文站名 | 站台类型       | 所在区域 | 可换乘线路       |
| 诺阿耶站              |          | 地下双侧式站台 | 1区      |                  |
| 厄仁讷-皮埃尔站       |          | 地面双侧式站台 | 5区      |                  |
| 卡马斯站              |          | 地面双侧式站台 | 5区      |                  |
| 乔治站                |          | 地面双侧式站台 | 5区      |                  |
| 让·马丁站             |          | 地面双侧式站台 | 5区      |                  |
| 拉布朗卡尔德站        |          | 地面双侧式站台 | 5区      | 布朗卡尔德火车站 |
| 圣泰雷斯站            |          | 地面双侧式站台 | 5区      |                  |
| 圣皮埃尔站            |          | 地面双侧式站台 | 5区      |                  |
| 拉帕雷特              |          | 地面双侧式站台 | 12区     |                  |
| 拉布瓦瑟赖            |          | 地面双侧式站台 | 12区     |                  |
| 境美站                |          | 地面双侧式站台 | 12区     |                  |
| 拉格罗尼亚尔德        |          | 地面双侧式站台 | 12区     |                  |
| 威廉-波特             |          | 地面双侧式站台 | 11区     |                  |
| 莱卡约勒              |          | 地面双侧式站台 | 11区     |                  |
| 1.                    |          |                |          |                  |